# 越前島橋站
越前島橋站（日语：／ Echizen-Shimabashi eki */?）是位於福井縣福井市中之鄉，越前鐵道的勝山永平寺線車站。車站編號為E8。
站名中的「島橋」，是指位於車站旁、只由四十多間民房所組成的小型社區「島橋町」，車站的位置則落在島橋町側、中之鄉町的邊沿位置。另外，雖然本車站加上了舊令制國「越前」的前綴，但直至現在為止，日本國內並未曾出現過另一個稱為「島橋」的車站名。

## 車站構造
設有一座單層木建的小型站房一座。站房位於軌道及月台之外，需是要借助站外的平交道，才把兩者連接。
站房前端為候車室，內裝採用了越前鐵道的標準木風格，設有附公司標記的記事版、候車座椅、回收箱、圖書架及漫畫書供乘客閱讀；後方為原站務室，現時改成為儲物室。
平交道另一邊則另建有一座單層、附上蓋的線路控制室。

### 月台
設有非常狹窄的島式月台1座，為列車可交換的車站，有別於一般的列車交換站，本站採取右側進站的方式，而非常左側進站的方式。住福井方向的路軌為主路軌，呈直線狀態；往勝山方向為避線。
月台進出口位於往福井方向的末端，並在向站房方向加設了閘竿。
又因為月台最窄的部份只能讓一人站立的位置（一般情況下亦只能勉強夠兩人站立），所以根本不容許在月台上放置何東西，就連月台上的站牌，亦都置於站房面對月台一方的外牆上。
| 月台         | 路線          | 上下行 | 方向     |
| ------------ | ------------- | ------ | -------- |
| 靠近站房一方 | ■勝山永平寺線 | 下行   | 勝山方向 |
| 遠離站房一方 | ■勝山永平寺線 | 上行   | 福井方向 |

## 歷史
- 1919年6月1日：車站啟用[1]。
- 2001年6月25日：由於半年內兩度發生嚴重事故（日语：京福電気鉄道越前本線列車衝突事故），被國土交通省中部運輸局（日语：中部運輸局）引用鐵道事業法（日语：鉄道事業法）勒令全線暫停服務[2][3]。
- 2003年：

- 2月1日：車站設施轉讓至越前鐵道。
- 7月20日：越前鐵道重開車站。

- 2024年10月11日：越前鐵道及福井鐵道均可使用ICOCA及全國通用IC卡付款[5][6]。

## 使用狀況
以下為一日平均上下車人次：
| 上下車人次變化 | 上下車人次變化 |
| 年度           | 1日平均人次    |
| -------------- | -------------- |
| 2011           | 73             |
| 2012           | 72             |
| 2013           | 66             |
| 2014           | 69             |
| 2015           | 66             |
| 2016           | 72             |
| 2017           | 65             |
| 2018           | 80             |
| 2019           | 85             |
| 2020           | 85             |
| 2021           | 55             |
| 2022           | 68             |

## 相鄰車站
越前鐵道
■勝山永平寺線
□快速（只有上行班次）、■普通
東藤島（E7）－越前島橋（E8）－觀音町（E9）

## 外部連結
- 越前鐵道越前島橋站 （页面存档备份，存于）（日語）